# Soredic
La Société rennaise de diffusion cinématographique - Soredic est un holding du secteur : exploitation cinématographique.

## Historique
En 1965, la Société d'Exploitation des Cinémas de l'Ouest (SARL SECO) est créée par des réseaux de cinémas paroissiaux, au premier rang desquels le Groupement d’Animation et de Sélection de Films de l’Ouest (GASFO). Le but de cette société est de reprendre la gestion de cinémas paroissiaux et associatifs en difficulté.
En 1968, la SECO est transformée en société anonyme et se voit confier l'activité de programmation de salles de cinéma, assurée par le GASFO. Elle change alors de raison sociale et devient SOciété REnnaise de DIffusion Cinématographique (SOREDIC).
La SOREDIC a rapidement constitué un réseau de salles de cinéma dans l'ouest de la France, investissant dans les principales villes de la région au cours des années 1970 et 1980. Des cinémas sont ainsi acquis ou créés à Rennes, Brest, Quimper, Saint-Nazaire, Vannes, Lorient, Saint-Brieuc, Nantes, Laval, La Roche-sur-Yon, Cherbourg, etc.
En 1999, la société crée son premier multiplexe à Lorient, sous l'enseigne Cinéville. Elle en ouvrira plusieurs dans les années suivantes, à Saint-Nazaire, La Roche-sur-Yon et Laval.
Fin 2004, à l'occasion d'une importante restructuration, la société transfère toutes ses activités opérationnelles à des filiales nouvellement créées et devient une holding chargée de leur administration.
La société a fêté ses 50 ans en 2015 en organisant un concours de pocket-films,.

## Présentation
Les activités du groupe SOREDIC sont assurées par ses filiales depuis 2005 : 
- Cinédiffusion (Cesson Sevigné) , qui assure la programmation des cinémas du groupe et de nombreux cinémas indépendants, ainsi qu'une activité de grossiste en confiseries[7]
- Cinéville (Cesson Sevigné) propriétaire et exploitant de salles de cinéma[8].
- CIREO (Ciné Régie Ouest), régie de publicité locale créée en 2010[9].

## Dirigeants
- Gérant de 1965 à 1968 : Jean Bougoin
- Président du Directoire de 1968 à 1975 : Jean Bougoin
- Président du Directoire de 1975 à 2005 : Philippe Paumelle
- Président du Conseil d'Administration de 2005 à 2012 : Philippe Paumelle
- Président du Conseil d'Administration depuis 2012 : Yves Sutter